# Лангендорф (Елбе)
Лангендорф (њем. Langendorf) општина је у њемачкој савезној држави Доња Саксонија. Једно је од 27 општинских средишта округа Лихов-Даненберг. Према процјени из 2010. у општини је живјело 721 становника. Посједује регионалну шифру (AGS) 3354014.

## Географски и демографски подаци
Лангендорф се налази у савезној држави Доња Саксонија у округу Лихов-Даненберг. Општина се налази на надморској висини од 23 метра. Површина општине износи 40,9 km². У самом мјесту је, према процјени из 2010. године, живјело 721 становника. Просјечна густина становништва износи 18 становника/km².